# کارولینه بیورنسون
کارولینه بیورنسون (نروژی: Karoline Bjørnson) زادهٔ ۱ دسامبر ۱۸۳۵ و مرگ به تاریخ ۲۷ ژوئن ۱۹۳۴م، در سن ۹۸ سالگی، یک مشاور ادبی، بازیگر تئاتر و اهل نروژ بود.
او که پیش از ازدواج با شاعر سرشناس نروژی بیورن استیرنه بیورنسون، کارولینه ریمرس نام داشت، در درجه اول به عنوان همسر شاعر بزرگ شناخته می‌شود. او پشتوانه ارزشمندی برای شوهرش در مواقع بحرانی بود و بیشتر دست نوشته‌های او را پاک‌نویسی کرد. او همچنین الگوی تعدادی از چهره‌های هنری زن در نمایشنامه‌های بیورنسون و الهام اشعارش بود.

## پیشینه

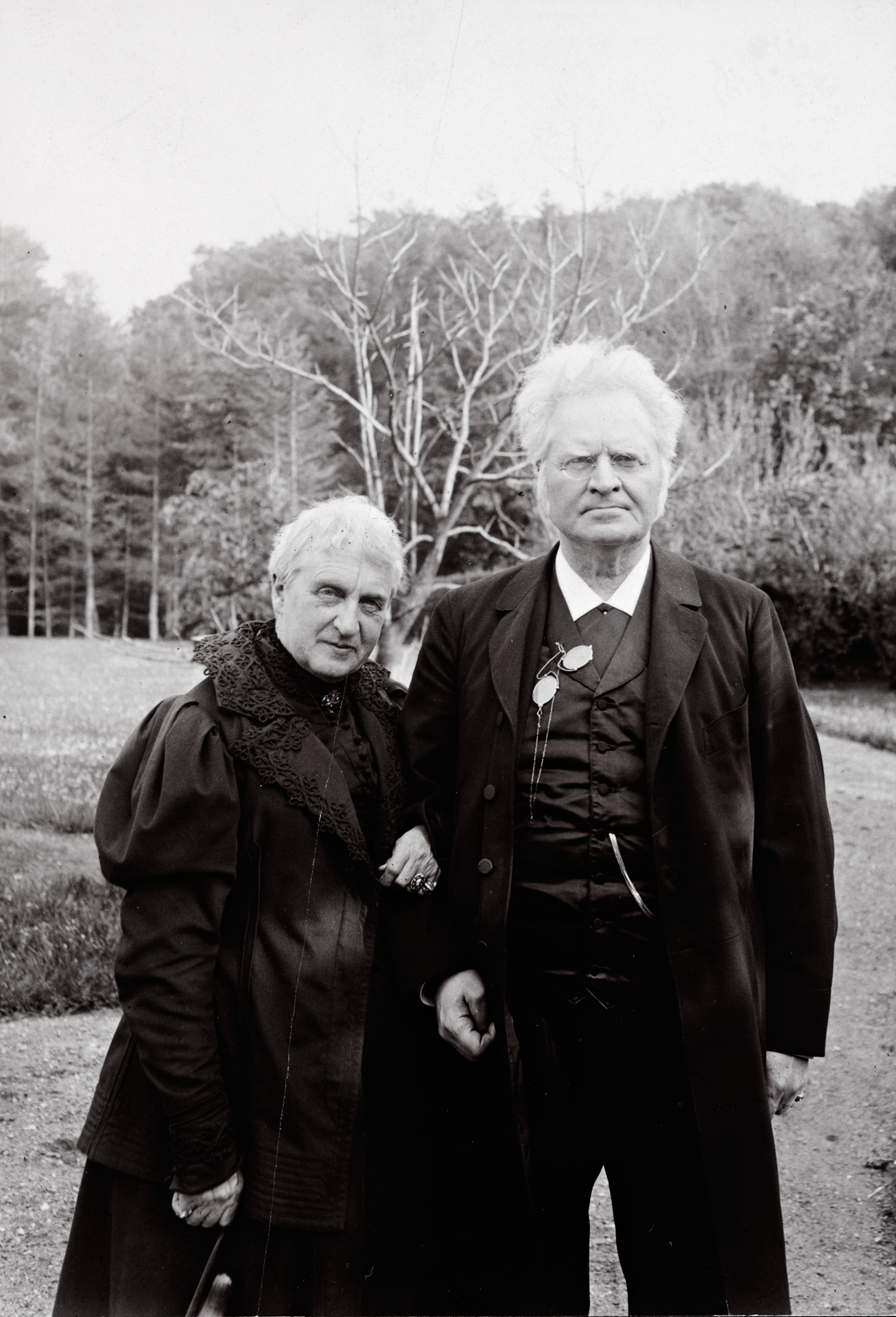
کارولینه بیورنسون و همسرش حدود سال ۱۹۰۲م، در دانمرک

کارولینه ریمرس که بعد از ازدواج با ادیب سرشناس
 بیورنسون، نام خانوادگی شوهرش را به خود گرفت، سال ۱۸۳۵م، در شهرکی نزدیکی برگن در یک خانوادهٔ مهاجر آلمانی به دنیا آمد. پدرش نانوا بود. کارولینه در همان اوایل کودکی مادرش را از دست داد و پدرش بار دیگر ازدواج کرد و همراه برادر کارولینه و زنش به هوگسوند نقل مکان کرد. به این ترتیب کارولینه نزد خانوادهٔ دایی خود که او هم قناد و نانوا بود در برگن بزرگ شد.
کودکی کارولینه در محیطی مرفه و آشنا با ادبیات گذشت. در حالی که در خانه به زبان آلمانی صحبت می‌کردند، او به مدرسه خصوصی رفته و نزد بهترین و اولین متخصص تعلیم و تربیت نوین در نروژ، یعنی
لیدر ساگن پرورش یافت. در همین مدرسه کارولینه با ادیبان بزرگی مانند
یوناس لی به عنوان معلم مدرسه از نزدیک آشنا شد. یکی از خانم معلم‌های
کارولینه از قضا بعدها با شاعر و نمایش نویس سرشناس نروژی، هنریک ایبسن ازدواج کرد.

### آشنایی با بازیگری
یکی از سرگرمی‌های مهم دوران نوجوانی کارولینه بیورنسون، رفتن به تئاتر بود. در سال ۱۸۵۴م، وقتی که ۱۹ سال داشت، یک دوره آموزش بازیگری را در مدرسه تئاتر اسلو آغاز کرد. در این دوره وی در ۵ نمایشنامه بازی کرد. اما نهایتاً مجبور شد بازیگری را رها کند و به برگن بازگردد. چند سال بعد بار دیگر در برگن در سال ۱۵۸۵م، نقشی در تئاتر برگن به وی واگذار شد و به روی صحنه رفت. سپس به یک گروه هنری از بازیگران تئاتر پیوست و همراه گروه راهی
تروندهایم شد.

### ازدواج
تنها پس از مدت کوتاهی بازی در تروندهایم، سابقه شغلی کارولینه به عنوان بازیگر با آشنایی و ازدواج وی با رئیس تئاتر،  بیورنسون در ماه مه ۱۵۵۸م، به پایان رسید. ابتدا کارولینهٔ تازه عروس که از این به بعد خانم بیورنسون نامیده می‌شد، همراه شوهرش به راوما سفر کرد و بعد از بازگشت به برگن و اقامتی کوتاه در آن شهر، در تابستان سال ۱۸۵۹م، زن و شوهر یکسره به کریستینیا نقل مکان کردند.

از آنجا آقای بیورنسون، که از ازدواج با دختری جوان، سرشار از غرور و شادی است، در نامه ای به دوست خود، در بهار سال ۱۸۵۹، همسر خود را چنین توصیف می‌کند:
دست گرم و توپولی دارد. از دست دادنش بهتر ندیده‌ام. وقتی می‌خندد، طنین خنده اش اتاق را پر می‌کند. … با اینکه اندام ظریفی دارد اما زورش با یک خرس برابری می‌کند. بلند قد نیست. کله ای کوچک و زیبا، چشمهای درشت، بینی یونانی بلند و پیشانی درخشانی دارد.

اولین فرزند این زوج، به نام بیورن، در پاییز همان سال به دنیا آمد. پس از زایمان، کارولینه مدتی بیمار بود. همزمان، محدودیتها و مشکلات مالی نیز آشکار شده بود. وقتی در تابستان۱۸۶۰م، آقای بیورنسون به کپنهاگ سفر کرد، کارولینه نزد پدر و مادر شوهرش ماند. در این سفر آقای بیورنسون به دام عشق دختر بازیگری افتاد و مدتی در فکر جدایی از کارولینه بود. سپس ضمن برخورداری از کمک هزینه سفر به تنهایی به رم سفر کرد و کارولینه را با خود نبرد. اما وقتی پاییز سال بعد به نزد
کارولینه بازگشت، بحران زناشویی فروکش کرده بود و دوره ای آرام از زندگی خانواده ای این دو آغاز شد.

از این پس آقای بیورنسون، به گواه اشعارش قدر همسرش را بیش از پیش می‌داند. از وی الهام گرفته و جنبه‌های مثبتی از شخصیتش را در قالب شخصیت‌های زن در نمایشنامه‌هایش بازگو می‌کند. اوضاع مالی نیز به تدریج سامان می‌گیرد. در سفرهای متعددی که آقای بیورنسون به اطراف می‌رفت، کارولینه در خانه می‌ماند و از فرزندانشان مراقبت می‌کرد. همچنین در عمل نقش منشی نیز بر عهده وی بود. دانش کارولینه از زبان آلمانی به کار مکاتبه با مطبوعات آلمانی زبان می‌خورد. هم او بیشتر دست نوشته‌های شوهرش را پاکنویس می‌کرد.

### سالهای واپسین
در سال ۱۹۰۹م، آقای بیورنسون در سن ۷۷ سالی در حالی که به پاریس سفر کرده بود، دچار سکته قلبی شد و از دنیا رفت. از این پس کارولینه بیورنسون به عنوان بیوه شاعر بزرگ داری وجهه ای رسمی است و باقی عمر خود را در گاسدال اقامت می‌کند، تا اینکه در ۲۷ ژوئن ۱۹۳۴م، در سن ۹۸ سالگی از دنیا رفت و ویلای آخرین محل زندگیش به موزه تبدیل شد.